# Glen Sutton
Glen Sutton est un hameau compris dans le territoire de la ville de Sutton dans Brome-Missisquoi au Québec (Canada), près de la frontière canado-américaine. 

## Toponymie
Le hameau doit son nom à James Moir Ferres, député originaire d'Écosse représentant le district de Brome à l'Assemblée législative du Canada-Uni. Il propose le nom en 1853, qui est repris lors de l'établissement d'un bureau de poste en 1861. Le mot celtique glen, signifiant « petite vallée » est choisi pour évoquer les montagnes et collines que l'on retrouve autour du hameau. Pour Ferres, le paysage de Glen Sutton rappelle les vallées écossaises.

## Géographie
Le hameau est situé dans la vallée de la rivière Missisquoi, à 152 mètres d'altitude.
Autrefois agricole, le hameau est aujourd'hui résolument tourné vers la villégiature[réf. nécessaire]. Immédiatement au nord du hameau, on trouve les monts Sutton, prisés par les amateurs de plein-air.

## Histoire
Les premiers habitants permanents de Glen Sutton sont vraisemblablement des « loyalistes tardifs », repoussés des États-Unis par l'adhésion du Vermont à l'union et attirés au Bas-Canada par sa relative stabilité politique et ses opportunités économiques.
La famille de James Miller, originaire du Vermont, s'établit dans les environs en 1799. À l'époque, le hameau est joignable depuis Sutton Flats à pied par un sentier escarpé traversant les monts Sutton, ou depuis Mansonville et Richford en canot sur la rivière Missisquoi. Les Miller sont rejoints en 1807 par leur gendre Daniel Jones, originaire du New Hampshire. Dans la première moitié du xixe siècle, les conditions de vie sont rudimentaires et les habitants logent dans des maisons faites de bois équarri,.

Une mission méthodiste dessert l'établissement à partir de 1815. Une école est construite en 1823, et cette dernière sert vers 1858 de mitaine pour les communautés baptiste et méthodiste, qui entretiennent de forts liens avec leurs homologues du nord du Vermont.

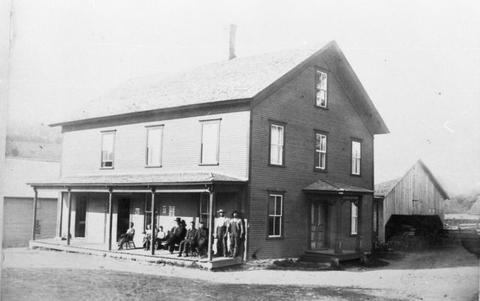
Un hôtel de Glen Sutton au début du XXe siècle.

L'Église d'Angleterre établit une mission dans les environs vers 1860, alors que le hameau compte une centaine de familles. Une église est construite au printemps 1877, et une salle paroissiale s'ajoute en 1934.
Un segment du chemin de fer du Canadien Pacifique est construit le long de la rivière Missisquoi en 1871, entraînant un afflux de nouveaux colons par train. Une gare nommée « Glenton » est construite en 1909. 
Une fromagerie est construite vers 1890 et opère jusqu'en 1931. Elle transforme le lait récolté par les paysans afin de le vendre notamment sur le marché américain, où ses fromages sont primés.

## Services

### Transports

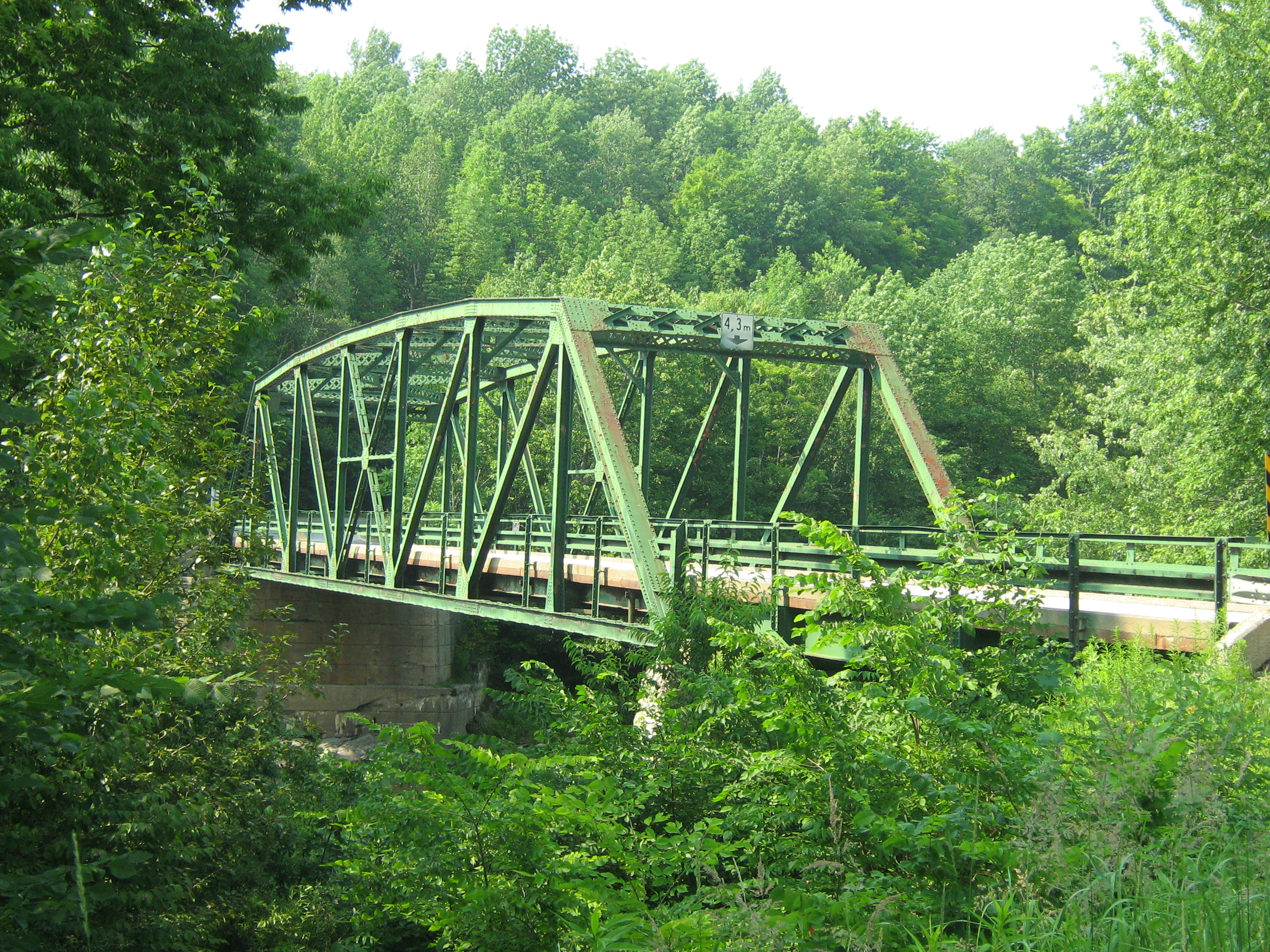
Le pont de la rivière Missisquoi permet de relier Glen Sutton au Vermont.

Le village est relié au réseau routier supérieur du Québec par le chemin de la Vallée-Missisquoi, connexe avec la route 243, au Québec, et la route 105A (en), au Vermont. Les postes frontaliers d'East Richford et Glen Sutton (en), quelques kilomètres au sud-ouest du hameau permettent de traverser la frontière canado-américaine.

### Loisirs, culture et vie communautaire
L'église anglicane Church of the Good Shepherd est le centre culturel et communautaire du hameau, même au-delà de sa désacarlisation en 1999, alors qu'elle est transformée en salle de concert. 
Le hameau est aussi desservi par une mission catholique à la chapelle Notre-Dame-des-Grâces de 1934 à 1982.